# Урош Рачич
Урош Рачич (серб. Урош Рачић/Uroš Račić, нар. 17 березня 1998, Кралєво) — сербський футболіст, півзахисник «Аріс» (Салоніки) і національної збірної Сербії.

## Клубна кар'єра
Народився 17 березня 1998 року в місті Кралєво. Вихованець юнацьких команд белградських клубів ОФК та «Црвена Звезда».
У дорослому футболі дебютував 2016 року виступами за команду «Црвена Звезда», в якій провів два сезони.
Влітку 2018 року з 2,2 мільйони євро перейшов до іспанської «Валенсії», з якою уклав чотирирічний контракт. До основної команди нового клубу серб відразу пробитися не зміг і наступного року був відданий в оренду спочатку до «Тенерифе», а згодом до португальського «Фамалікана».
Повернувшись з останньої оренди, восени 2020 року дебютував в іграх іспанської першості за основну команду «Валенсії». По ходу сезону 2020/21 був серед основних гравців валенсійців, взявши участь у 31 матчі Ла-Ліги, утім вже наступного сезону отримав суттєво менше ігрового часу.
Сезон 2022/23 знову провів в оренді, цього разу граючи за португальську «Брагу». А в серпні 2023 року на умовах повноцінного контракту приєднався до італійського «Сассуоло».

## Виступи за збірні
2016 року дебютував у складі юнацької збірної Сербії (U-18), загалом на юнацькому рівні за команди різних вікових категорій взяв участь у 18 іграх, відзначившись трьома забитими голами.
З 2017 року залучається до складу молодіжної збірної Сербії. У її складі був учасником молодіжного Євро-2019.
2021 року дебютував в офіційних матчах у складі національної збірної Сербії. У її складі був учасником чемпіонату світу 2022 року в Катарі.
| Дата       | Місто      | Господарі  | Результат | Гості    | Турнір                               | Голи | Примітки  |
| ---------- | ---------- | ---------- | --------- | -------- | ------------------------------------ | ---- | --------- |
| 24-3-2021  | Белград    | Сербія     | 3 – 2     | Ірландія | Відбір до ЧС 2022                    | -    | 63'       |
| 1-9-2021   | Дебрецен   | Катар      | 0 – 4     | Сербія   | товариський матч                     | -    | 63'       |
| 11-11-2021 | Белград    | Сербія     | 4 – 0     | Катар    | товариський матч                     | -    | 47'       |
| 24-3-2022  | Будапешт   | Угорщина   | 0 – 1     | Сербія   | товариський матч                     | -    | 77'       |
| 29-3-2022  | Копенгаген | Данія      | 3 – 0     | Сербія   | товариський матч                     | -    | 79'       |
| 5-6-2022   | Белград    | Сербія     | 4 – 1     | Словенія | Ліга націй УЄФА 2022-2023 - 1-й етап | -    | 81'       |
| 9-6-2022   | Стокгольм  | Швеція     | 0 – 1     | Сербія   | Ліга націй УЄФА 2022-2023 - 1-й етап | -    | 69' 89'   |
| 12-6-2022  | Любляна    | Словенія   | 2 – 2     | Сербія   | Ліга націй УЄФА 2022-2023 - 1-й етап | -    | 85'       |
| 24-9-2022  | Белград    | Сербія     | 4 – 1     | Швеція   | Ліга націй УЄФА 2022-2023 - 1-й етап | -    | 72' 90+3' |
| 27-3-2023  | Подгориця  | Чорногорія | 0 – 2     | Сербія   | Відбір до ЧЄ 2024                    | -    | 85'       |
| 16-6-2023  | Відень     | Сербія     | 3 – 2     | Йорданія | товариський матч                     | -    | 15' 63'   |
| Усього     |            | Матчів     | 11        |          | Голів                                | 0    |           |